# Liste der Bodendenkmale in Braunsbedra
In der Liste der Bodendenkmale in Braunsbedra sind alle Bodendenkmale der Stadt Braunsbedra und ihrer Ortsteile aufgelistet. Grundlage ist die Veröffentlichung der Landesdenkmalliste mit Stand vom 25. Februar 2016.  Die Baudenkmale sind in der Liste der Kulturdenkmale in Braunsbedra aufgeführt.
| Denkmal-ID | Fundart             | Ortsteil   | Bezeichnung                 | Zeitstellung          | Lage                                                      | Bemerkungen | Bild |
| ---------- | ------------------- | ---------- | --------------------------- | --------------------- | --------------------------------------------------------- | --- | ---- |
| 428300073  | Befestigung > Burg  | Frankleben | Wasserburg „Unterhof“       | Mittelalter           | östlicher Ortsrand vom Ortsteil Frankenleben (Lage)       | Teich zum Teil zugeschüttet und verlandet                                                                               |      |
| 428300279  | Grabmal > Grabhügel | Großkayna  | drei Grabhügel „Janushügel“ | Neolithikum           | ()                                                        | Gebiet ist weiträumig umzäunt                                                                                           |      |
| 428300079  | Befestigung > Burg  | Krumpa     | Spornburg „Burggrube“       | Vorrömische Eisenzeit | südlicher Ortsrand vom Ortsteil Krumpa (Lage)             | keine erkennbaren Strukturen, von Privatgrundstücken umgeben, tatsächliche Ausdehnung nicht nachvollziehbar, da umzäunt |      |
| 428300080  | Grabmal > Grabhügel | Lunstädt   | Grabhügel                   | Neolithikum           | 1,0 km nördlich vom Ort (Lage)                            | dicht bewachsen, Durchmesser ca. 15 m, Höhe ca. 2 m, liegt direkt an der Landstraße                                     |      |
| 428300866  | Grabmal > Grabhügel | Neumark    | Grabhügel                   | undatiert             | 1,6 km südwestlich von Blösien-West im Tagebau Mücheln () | Denkmal zerstört – Tagebau                                                                                              |      |
| 428300088  | Grabmal > Grabhügel | Roßbach    | Grabhügel                   | Neolithikum           | 0,9 km nördlich von Ort (Lage)                            | Durchmesser ca. 28 m, Höhe ca. 3 m                                                                                      |      |
| 428300089  | Grabmal > Grabhügel | Roßbach    | Grabhügel                   | Neolithikum           | 1,0 km nordöstlich vom Ort (Lage)                         | nicht begehbar durch dichten Bewuchs, Durchmesser ca. 25–30 m, Höhe wohl 2,5–3 m                                        |      |